# حاييم غفاتي
حاييم غفاتي (بالعبرية: חיים גבתי‏) (في 29 يناير 1901 - 19 أكتوبر 1990) كان ناشطًا صهيونيًا وسياسيًا إسرائيليًا. شغل عدة حقائب وزارية منها منصب وزير الزراعة بين عامي 1964 و1974.
حصل جفاتي على جائزة إسرائيل في عام 1982 لمساهمته الخاصة في المجتمع والدولة. 

## سيرته الشخصية
ولد غفاتي في بينسك في الإمبراطورية الروسية (اليوم في بيلاروسيا)، وكان عضوًا في منظمة أطفال التجديد الصهيونية في شبابه.
في عام 1920 كان يدرس في مدرسة يهودية في سيفاستوبول، لكنه انتقل بعد ذلك إلى فيلنيوس (التي كانت تقع حينها في بولندا) حيث كان عضوا في عدة منظمات صهيونية منها هاحالوتس وتسيري صهيون.
هاجر إلى فلسطين تحت الانتداب البريطاني في عام 1924، وكان أحد مؤسسي كيبوتس غفات عام 1926، وعمل سكرتيرًا له لعدة سنوات. وكان أيضًا عضوًا في سكرتارية منظمة حركة الكيبوتسات . ثم انتقل إلى كيبوتس يفات بعد الانقسام في حركة الكيبوتسات.
بين عامي 1945 و1949 كان عضوا في همركز ههكلاي (المركز الزراعي) وهي المنظمة الرئيسية لرعاية الأنشطة الزراعية في إسرائيل. وفي عام 1950 عين مديراً عاماً لوزارة الزراعة حتى عام 1958. وكان أيضًا عضوًا في مجلس إدارة شركة المياه الوطنية ميكوروت.
على الرغم من أنه لم يكن عضوا في الكنيست، عين في عام 1964 وزيرا للزراعة في حكومة ليفي أشكول. وانتخب عضوا في الكنيست على قائمة المعراخ في انتخابات عام 1965، واحتفظ بمنصبه الوزاري حتى بعد استقالته من مقعده في الكنيست في يناير 1966. وعلى الرغم من استقالته من مقعده، أعيد انتخابه عام 1969 واستمر في منصب وزير الزراعة. وفي الفترة من ديسمبر 1969 إلى يوليو 1970 شغل أيضًا منصب وزير الصحة، ومن عام 1970 حتى مارس 1974 شغل منصب وزير التنمية. .
على الرغم من عدم إعادة انتخابه للكنيست في انتخابات 1973 ، إلا أنه استمر في العمل كوزير للزراعة حتى استقالة غولدا مئير. ولم يتم ضمه إلى حكومة إسحق رابين الجديدة.

## جوائز
في عام 1982، حصل جفاتي على جائزة إسرائيل، لمساهمته الخاصة في المجتمع والدولة، في العمل والصناعة. 

## روابط خارجية
- حاييم غفاتي على الموقع الإلكتروني للكنيست